# ملك الذرة (فلم)
ملك الذرة (بالإنجليزية: King corn) هو فيلم وثائقي عرض في 2007، ويتتبع (إيان تشينى) و (كيرت إليس) صديقا الجامعة اللذان انتقلا من بوسطن إلى مدينة (غرين) في ولاية (آيوا) الأمريكية، لزراعة فدان من الذرة. قادتهم رحلتهم مصادفًة إلى حيث تنتمي جذور عائلتيهما. (تشيني) و(إليس) اختبرا معًا تأثير زيادة إنتاج الذرة على المجتمع الأمريكي، وسلطا الضوء على دور الدعم الحكومي في حث كميات أكبر من الذرة على النمو. وكذلك أدراكا _عبر دراسة الاقتصاد الغذائي من خلال تاريخ الذرة في أمريكا_ أن معظم الاطعمة تحتوى على الذرة بشكل ما.

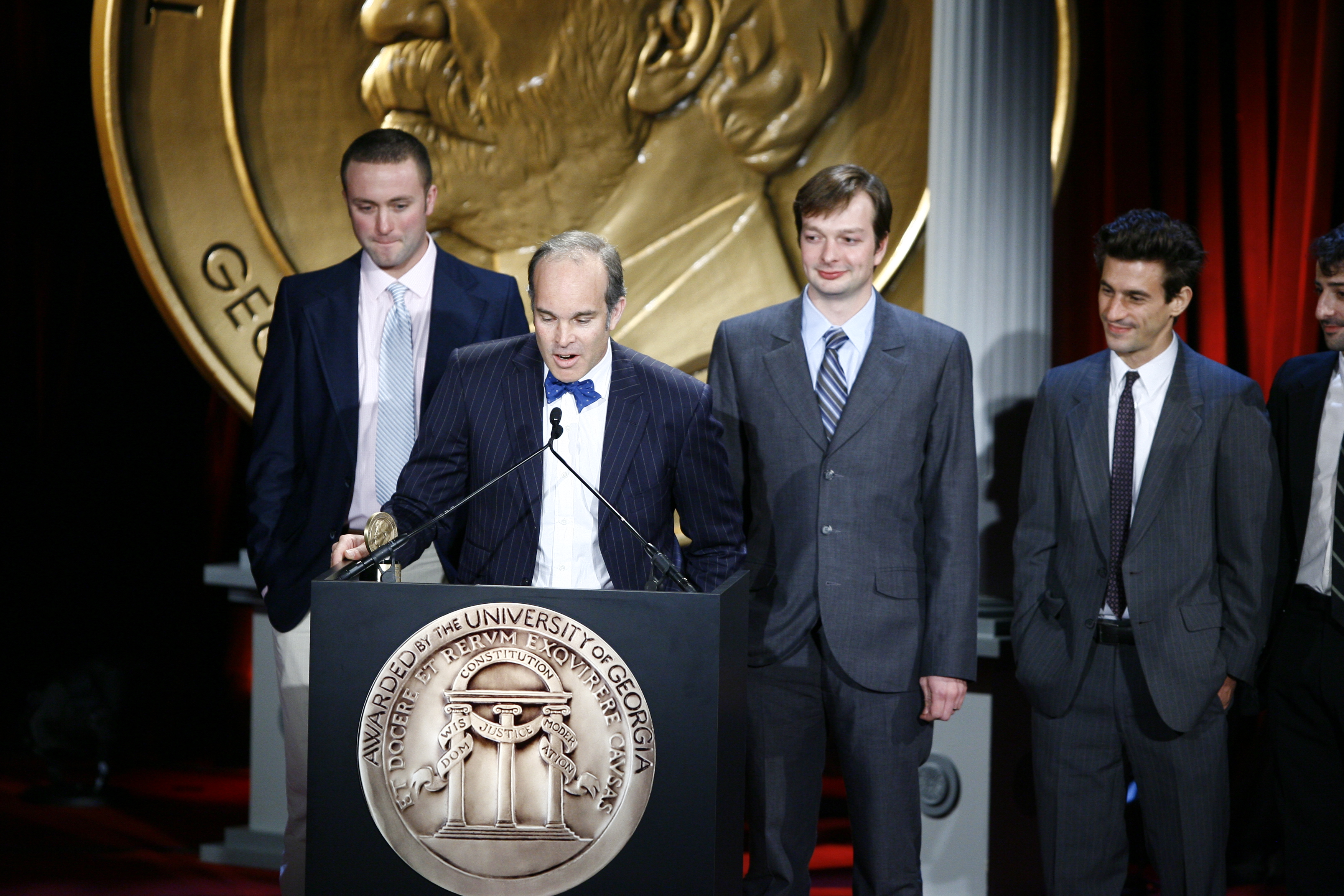
إيان تشينى) ، (كيرت إليس) ، (أرون وولف) و (سام كولمان) في مايو 2009

أظهر الفيلم كيف حول الإنتاج «الصناعي» للذرة مصطلح (مزرعة العائلة) من كلمة تطلق على المزارع الصغيرة المملوكة لأفراد إلى صورة أخرى للمزارع الكبيرة (ذات الإنتاج الكمي).  فقد أشار  كلا من (تشيني) و (إليس) انه أقرب إلى منظومة الصناعة الغذائية في شمال أمريكا.  كما وضح الفيلم أن القرارات المتعلقة بالمحاصيل التي يتم زراعتها وكيفية زراعتها تستند إلى اعتبارات سياسية تتحكم بها الحكومة، بدلا من اعتمادها على الحقائق الاقتصادية والبيئية والاجتماعية. ويظهر ذلك في الفيلم عبر إنتاج شراب الذرة عالي الفركتوز الذي يدخل كـ مكون في العديد من المنتجات الغذائية الرخيصة الثمن، بما في ذلك الوجبات السريعة. وحسب إحدى الدراسات فهو مكون قد تتسبب كمية منه في زيادة الوزن بصورة أكبر من نفس الكمية من سكر المائدة العادي. فهنالك علاقة بين زيادة معدل السمنة وزيادة إنتاج شراب الذرة. ومع التقدم الصناعي وزيادة الطلب على الذرة، تم استبدال الزراعة التقليدية بمزارع الشركات الكبرى. ويأمل الصديقان عبر  صناعة الفيلم في زيادة الوعي بعواقب الإنتاج المفرط للذرة.

## روابط خارجية
- مقالات تستعمل روابط فنية بلا صلة مع ويكي بيانات